# Puschkariwka (Kamjanske)
Puschkariwka (ukrainisch Пушкарівка; russisch Пушкарёвка Puschkarjowka) ist ein Dorf in der ukrainischen Oblast Dnipropetrowsk mit etwa 3500 Einwohnern. Erstmals erwähnt wurde das Dorf im 17. Jahrhundert.

## Geographie
Puschkariwka liegt an der Mündung des Samotkan (Омельник) in den zum Kamjansker Stausee angestauten Dnepr. Das ehemalige Rajonzentrum Werchnjodniprowsk liegt am gegenüber liegenden Ufer des Samotkan und das Oblastzentrum Dnipro befindet sich 71 km südöstlich. Am Dorf entlang führt die nationale Fernstraße N 08.
Am 12. Juni 2020 wurde das Dorf ein Teil der Stadtgemeinde Werchnjodniprowsk, bis dahin bildete es die gleichnamige Landgemeinde Puschkariwka (Пушкарівська сільська рада/Puschkariwska silska rada) im Nordosten des Rajons Werchnjodniprowsk.
Am 17. Juli 2020 kam es im Zuge einer großen Rajonsreform zum Anschluss des Rajonsgebietes an den Rajon Kamjanske.